# Alice in Chains
Alice in Chains är ett amerikanskt rockband bildat i Seattle, Washington 1987, under samma period som Nirvana, Soundgarden och Pearl Jam (dessa fyra band brukar kallas Seattle's Big Four). Från början hette bandet Alice N Chainz. Sedan bandets början har Alice in Chains sålt över 30 miljoner album runt om i världen, inklusive 14 miljoner i USA.
Bandet bestod ursprungligen av sångaren Layne Staley, gitarristen Jerry Cantrell, trummisen Sean Kinney och basisten Mike Starr. De slog igenom 1990 med albumet Facelift, och låtarna "We Die Young" och "Man in the Box". Staley drogs dock med heroinmissbruk och efter den halvakustiska EP:n Jar of Flies innebar det att gruppen fick svårare och svårare att turnera och spela in skivor. Staley gjorde ett av sina sista framträdande med gruppen på MTV Unplugged 1996. Han dog av en överdos den 5 april 2002, vilket var exakt 8 år efter Nirvana-stjärnan Kurt Cobains död.
Bandet upplöstes men återförenades 2005 och turnerade under 2006 med William DuVall som sångare. Det första albumet med DuVall på sång, "Black Gives Way to Blue", gavs ut 25 september 2009.
Den 8 mars 2011 avled Mike Starr i Salt Lake City vid en ålder av 44 år.
Den 11 januari 2012 blev det bekräftat att bandet arbetar på en uppföljare till albumet Black Gives Way To Blue.  Uppföljaren fick namnet The Devil Put Dinosaurs Here och släpptes 2013.

## Diskografi
Studioalbum
- Facelift (1990)
- Dirt (1992)
- Alice in Chains (1995)
- Black Gives Way to Blue (2009)
- The Devil Put Dinosaurs Here (2013)
- Rainier Fog (2018)